# Großer Preis von Japan 2000
Der Große Preis von Japan 2000 (offiziell XXVI Fuji Television Japanese Grand Prix) fand am 8. Oktober auf dem Suzuka International Racing Course in Suzuka statt und war das 16. Rennen der Formel-1-Weltmeisterschaft 2000.

## Berichte

### Hintergrund
Nach dem Großen Preis der USA führte Michael Schumacher in der Fahrerwertung mit acht Punkten vor Mika Häkkinen und mit 25 Punkten vor David Coulthard. Somit konnten beim vorletzten Rennen der Saison und maximal 20 Punkten bei zwei Siegen nur noch Michael Schumacher oder Häkkinen Fahrerweltmeister werden. In der Konstrukteurswertung führte Ferrari mit zehn Punkten vor McLaren-Mercedes und mit 109 Punkten vor Williams-BMW.
Mit Michael Schumacher und Häkkinen (jeweils zweimal) traten zwei ehemalige Sieger zu diesem Grand Prix an.

### Training

#### Freitagstraining
Im ersten freien Training am Freitag erzielte Michael Schumacher die schnellste Rundenzeit vor Häkkinen und seinem Teamkollegen Rubens Barrichello.

#### Samstagstraining
Im Samstagstraining übernahm Häkkinen die Führungsposition von Michael Schumacher, der Zweiter wurde vor Jenson Button.

### Qualifying
Im Qualifying drehte wiederum Michael Schumacher die schnellste Runde und belegte damit die Pole-Position vor den beiden McLaren-Piloten Häkkinen und Coulthard.

### Warm Up
Auch im Warm Up am Rennsonntag erzielte Michael Schumacher die schnellste Runde, war eine halbe Sekunde schneller als Häkkinen vor Coulthard.

### Rennen
Den ganzen Sonntagmorgen hatte der Himmel schon nach Regen ausgesehen, es tröpfelte aber nur hier und da ein wenig. Die Autos wurden für den Start in Position gebracht und kurz vor der Einführungsrunde kam Rauch aus Häkkinens McLaren. Es sah zwar schlimm aus, die Ursache war aber nur das überfüllte Hydrauliksystem, das leicht undicht war. Das Auto rauchte immer noch, als die Autos nach der Einführungsrunde ihre Startpositionen einnahmen, aber als die Lichter erloschen, kam Häkkinen am schnellsten von der Linie weg.
Michael Schumacher kam langsamer weg und zog sofort über die Strecke nach rechts herüber, um seine Position vor Häkkinen zu verteidigen. Häkkinen wich dem Ferrari vor ihm aus und übernahm in der ersten Kurve die Führung, Michael Schumacher war Zweiter. Coulthard kam ebenfalls nicht gut weg und befand sich nun auf gleicher Höhe mit Barrichello und dem schnell gestarteten Ralf Schumacher. In der ersten Kurve kollidierten Coulthard und Ralf Schumacher beinahe und Barrichello musste verlangsamen, um eine Kollision zu vermeiden. Unterdessen wich Button dahinter dem ganzen Pulk vor ihm aus, und Coulthard war damit nun Dritter gleich vor Ralf Schumacher, Eddie Irvine dahinter Fünfter und Barrichello Sechster. Button befand sich nun an siebter Position.
Es begann ein Duell zwischen Häkkinen und Michael Schumacher, die sich gegenseitig nur um Zehntelsekunden näher kamen bzw. absetzten. Es dauerte allerdings bis Runde sechs, als sich Häkkinen ein wenig absetzen konnte. Bis in Runde 18 betrug sein Vorsprung 2,5 Sekunden und nun kamen die beiden in Verkehr, den es zu überrunden galt. In der 22. Runde legte Häkkinen seinen ersten Boxenstopp ein, Michael Schumacher übernahm die Führung bis zur nächsten Runde, in der er seinerseits das erste Mal an die Box fuhr. Als die beiden wieder draußen waren, war der Abstand gleich wie er zuvor gewesen war.
Die Bedingungen änderten sich nun. Regen begann auf den Rennkurs zu fallen und die Strecke leicht schlüpfrig zu werden. Plötzlich begann Michael Schumacher aufzuholen und in Runde 30 hatte Häkkinen Probleme damit, de la Rosas Arrows zu überrunden und verlor eine Sekunde, Michael Schumacher war nun an ihm dran. Die beiden überrundeten weiter, dabei vergrößerte und verkleinerte sich die Lücke zwischen den beiden immer wieder. Dabei hatte Michael Schumacher beim Überrunden mit Zonta im BAR-Honda eine kleine Berührung, beide setzten ihr Rennen jedoch fort.
Dann, in Runde 37, legte Häkkinen seinen zweiten und letzten Boxenstopp ein. Michael Schumacher sah nun seine Chance, auf die er gewartet hatte, denn er hatte genug Treibstoff für drei weitere Runden. Die Bedingungen waren immer noch tückisch und er hatte Verkehr vor sich, ging das Risiko aber trotzdem ein. In der 40. Runde legte er seinen letzten Stopp ein und musste auf dem Weg hinein dem sich drehenden Benetton von Giancarlo Fisichella ausweichen.
Nach dem Rennen sagte er, er habe gedacht, dass er nicht genug getan hätte. Aber als er die Boxengasse herunterfuhr, habe Ross Brawn gesagt, es sehe gut aus und nachher, es sehe sehr gut aus. Dies sei der schönste Moment seiner Karriere gewesen.
Die Zeitmessung zeigte, dass Michael Schumacher und Häkkinen in der letzten Runde vor dem Stopp und in der Boxengasse gleich schnell fuhren, aber in der ersten Runde nach dem Boxenstopp war Michael Schumacher 4,5 Sekunden schneller als Häkkinen. Teilweise war es den wechselnden Bedingungen während dieser entscheidenden drei Runden, teilweise dem Umstand, dass Häkkinen Probleme mit seinen neuen Reifen hatte, zu verdanken. Dazu kam, dass der Finne schon wieder nicht gleich an de la Rosa vorbeikam, allerdings kostete ihn dies nur ein paar Zehntelsekunden.
Als Michael Schumacher wieder aus der Box kam, betrug sein Vorsprung vier Sekunden, und nun war das Rennen schon fast entschieden. Alles, was er nun noch tun musste, war, das Auto ins Ziel zu bringen und keinen (wie in Indianapolis) Fehler zu machen. Während drei Runden setzte er sich immer eine Zehntelsekunde ab, bis Häkkinen sogleich wieder zurückschlug und aufholte. Dann kam wieder Verkehr, und kurz vor Schluss wurde Michael Schumacher ein wenig langsamer und Häkkinen kam ihm näher, war am Schluss aber immer noch 1,8 Sekunden zurück und Michael Schumacher gewann, dies dank dem Set neuer Reifen, das das Team im Qualifying aufgehoben hatte, wie Jean Todt später erklärte.
Damit hatte zum ersten Mal seit 21 Jahren wieder ein Ferrari-Fahrer die Weltmeisterschaft gewonnen, das erste Mal seit Jody Scheckter 1979. Für Michael Schumacher war es der dritte Weltmeistertitel.
Das Duell an der Spitze überschattete alles andere: Coulthard war Dritter nach einem ereignislosen Rennen. Barrichello erreichte den vierten Platz, nachdem er sich die verlorenen Positionen von Irvine und Ralf Schumacher zurückerobert hatte.
Beeindruckender fünfter wurde Button im Williams. Nach einem schlechten Start konnte er Positionen gut machen, sich beim ersten Boxenstopp vor Irvine setzen und von einem Fehler seines Teamkollegen Ralf Schumacher in Runde 30 profitieren. Dieser hätte eigentlich Sechster werden können, drehte sich aber in Runde 42, als er versuchte Marc Genés Minardi zu überrunden.
Der letzte Punkteplatz ging damit an Jacques Villeneuve, der nach einem schlechten Rennwochenende, in dem sich das BAR-Team mit Reifenproblemen und einem schwachen Motor plagte, damit zufrieden sein konnte. Zonta beendete das Rennen auf dem neunten Platz. Sein einziger Zwischenfall war der Beinahezusammenstoß mit Michael Schumacher. Er habe ihm so viel Platz wie möglich gelassen, sagte er nach dem Rennen, aber Michael Schumacher sei ihm so nahegekommen, dass sie sich schlussendlich mit den Rädern berührt hätten.
Die beiden Jaguar kamen als Siebter bzw. Achter ins Ziel, Johnny Herbert vor Irvine. In der momentanen Lage des Teams konnte man dies als gutes Resultat betrachten, allerdings gab es während des Rennens eine Situation, in der die beiden fast kollidiert wären.
Hinter Zonta war Mika Salo im Sauber und hinter ihm Pedro Diniz, beide bereuten nun ihre schlechten Positionen aus dem Qualifying.
de la Rosa kam als Zwölfter ins Ziel. Bis zum zweiten Boxenstopp, bei dem das Team den Wagen neu einstellte, war er dem Feld nachgefahren, danach ging es besser und in den letzten Runden konnte er Fisichella und Trulli überholen. Jos Verstappens Rennen endete nach neun Runden mit einem technischen Problem im Getriebe.
Jarno Trulli war 13. und es war kein guter Tag für Jordan. Trulli hatte sich für eine Drei-Stopp-Strategie entschieden, wurde aber schon früh von Heinz-Harald Frentzen aufgehalten. Offensichtlich waren drei Stopps nicht die richtige Entscheidung, war er doch nach der ersten Runde zwölf und als 13. ins Ziel gekommen. Frentzen fuhr im T-Car, musste das Rennen aber nach einem Hydraulikpumpen-Problem, das sein Getriebe beschädigte, beenden.
Wenn Jordan schon einen schlechten Tag gehabt hatte, war der von Benetton noch schlechter. Fisichella fiel in der ersten Runde vom zwölften auf den 20. Rang zurück, seine Traktionskontrolle ließ ihn nur schrittweise von der Startlinie kommen, am Schluss kam er als 14. ins Ziel. Alexander Wurz hatte sich von der Strecke gedreht und war ausgeschieden, dies ebenfalls wegen eines Fehlers der Traktionskontrolle.
Der letzte Fahrer, der die Zielflagge sah, war Mazzacane im Minardi, der am Schluss zwei Runden zurücklag. Sein Teamkollege Gené war in der 47. Runde mit Motorschaden ausgeschieden. Prost war das einzige Team, das keinen Fahrer ins Ziel bringen konnte. Jean Alesi hatte einen weiteren Motorschaden und Heidfeld musste mit Aufhängungsschaden aufgeben.

## Meldeliste
| Team                           | Nr. | Fahrer                | Chassis         | Motor                 | Reifen |
| ------------------------------ | --- | --------------------- | --------------- | --------------------- | ------ |
| West McLaren Mercedes          | 01  | Mika Häkkinen         | McLaren MP4/15  | Mercedes-Benz 3.0 V10 | B      |
| West McLaren Mercedes          | 02  | David Coulthard       | McLaren MP4/15  | Mercedes-Benz 3.0 V10 | B      |
| Scuderia Ferrari Marlboro      | 03  | Michael Schumacher    | Ferrari F1-2000 | Ferrari 3.0 V10       | B      |
| Scuderia Ferrari Marlboro      | 04  | Rubens Barrichello    | Ferrari F1-2000 | Ferrari 3.0 V10       | B      |
| Benson and Hedges Jordan       | 05  | Heinz-Harald Frentzen | Jordan EJ10B    | Mugen-Honda 3.0 V10   | B      |
| Benson and Hedges Jordan       | 06  | Jarno Trulli          | Jordan EJ10B    | Mugen-Honda 3.0 V10   | B      |
| Jaguar Racing                  | 07  | Eddie Irvine          | Jaguar R1       | Cosworth 3.0 V10      | B      |
| Jaguar Racing                  | 08  | Johnny Herbert        | Jaguar R1       | Cosworth 3.0 V10      | B      |
| BMW Williams F1 Team           | 09  | Ralf Schumacher       | Williams FW22   | BMW 3.0 V10           | B      |
| BMW Williams F1 Team           | 10  | Jenson Button         | Williams FW22   | BMW 3.0 V10           | B      |
| Mild Seven Benetton Playlife   | 11  | Giancarlo Fisichella  | Benetton B200   | Supertec 3.0 V10      | B      |
| Mild Seven Benetton Playlife   | 12  | Alexander Wurz        | Benetton B200   | Supertec 3.0 V10      | B      |
| Gauloises Prost Peugeot        | 14  | Jean Alesi            | Prost AP03      | Peugeot 3.0 V10       | B      |
| Gauloises Prost Peugeot        | 15  | Nick Heidfeld         | Prost AP03      | Peugeot 3.0 V10       | B      |
| Red Bull Sauber Petronas       | 16  | Pedro Diniz           | Sauber C19      | Petronas 3.0 V10      | B      |
| Red Bull Sauber Petronas       | 17  | Mika Salo             | Sauber C19      | Petronas 3.0 V10      | B      |
| Arrows F1 Team                 | 18  | Pedro de la Rosa      | Arrows A21      | Supertec 3.0 V10      | B      |
| Arrows F1 Team                 | 19  | Jos Verstappen        | Arrows A21      | Supertec 3.0 V10      | B      |
| Telefonica Minardi Fondmetal   | 20  | Marc Gené             | Minardi M02     | Fondmetal 3.0 V10     | B      |
| Telefonica Minardi Fondmetal   | 21  | Gastón Mazzacane      | Minardi M02     | Fondmetal 3.0 V10     | B      |
| Lucky Strike Reynard BAR Honda | 22  | Jacques Villeneuve    | BAR 002         | Honda 3.0 V10         | B      |
| Lucky Strike Reynard BAR Honda | 23  | Ricardo Zonta         | BAR 002         | Honda 3.0 V10         | B      |

## Klassifikationen

### Qualifying
| Pos. | Fahrer                | Konstrukteur      | Zeit     | Start |
| ---- | --------------------- | ----------------- | -------- | ----- |
| 01   | Michael Schumacher    | Ferrari           | 1:35,825 | 01    |
| 02   | Mika Häkkinen         | McLaren-Mercedes  | 1:35,834 | 02    |
| 03   | David Coulthard       | McLaren-Mercedes  | 1:36,236 | 03    |
| 04   | Rubens Barrichello    | Ferrari           | 1:36,330 | 04    |
| 05   | Jenson Button         | Williams-BMW      | 1:36,628 | 05    |
| 06   | Ralf Schumacher       | Williams-BMW      | 1:36,788 | 06    |
| 07   | Eddie Irvine          | Jaguar-Cosworth   | 1:36,899 | 07    |
| 08   | Heinz-Harald Frentzen | Jordan-Mugen      | 1:37,243 | 08    |
| 09   | Jacques Villeneuve    | BAR-Honda         | 1:37,267 | 09    |
| 10   | Johnny Herbert        | Jaguar-Cosworth   | 1:37,329 | 10    |
| 11   | Alexander Wurz        | Benetton-Supertec | 1:37,348 | 11    |
| 12   | Giancarlo Fisichella  | Benetton-Supertec | 1:37,479 | 12    |
| 13   | Pedro de la Rosa      | Arrows-Supertec   | 1:37,652 | 13    |
| 14   | Jos Verstappen        | Arrows-Supertec   | 1:37,674 | 14    |
| 15   | Jarno Trulli          | Jordan-Mugen      | 1:37,679 | 15    |
| 16   | Nick Heidfeld         | Prost-Peugeot     | 1:38,141 | 16    |
| 17   | Jean Alesi            | Prost-Peugeot     | 1:38,209 | 17    |
| 18   | Ricardo Zonta         | BAR-Honda         | 1:38,269 | 18    |
| 19   | Mika Salo             | Sauber-Petronas   | 1:38,490 | 19    |
| 20   | Pedro Diniz           | Sauber-Petronas   | 1:38,576 | 20    |
| 21   | Marc Gené             | Minardi-Fondmetal | 1:39,972 | 21    |
| 22   | Gastón Mazzacane      | Minardi-Fondmetal | 1:40,462 | 22    |

### Rennen
| Pos. | Fahrer                | Konstrukteur      | Runden | Stopps | Zeit        | Start | Schnellste Runde |
| ---- | --------------------- | ----------------- | ------ | ------ | ----------- | ----- | ---------------- |
| 1    | Michael Schumacher    | Ferrari           | 53     | 2      | 1:29:53,435 | 01    | 1:39,443 (27.)   |
| 2    | Mika Häkkinen         | McLaren-Mercedes  | 53     | 2      | + 1,837     | 02    | 1:39,189 (26.)   |
| 3    | David Coulthard       | McLaren-Mercedes  | 53     | 2      | + 1:09,914  | 03    | 1:40,058 (26.)   |
| 4    | Rubens Barrichello    | Ferrari           | 53     | 2      | + 1:19,191  | 04    | 1:40,218 (26.)   |
| 5    | Jenson Button         | Williams-BMW      | 53     | 2      | + 1:25,694  | 05    | 1:40,699 (23.)   |
| 6    | Jacques Villeneuve    | BAR-Honda         | 52     | 2      | + 1 Runde   | 09    | 1:40,739 (18.)   |
| 7    | Johnny Herbert        | Jaguar-Cosworth   | 52     | 2      | + 1 Runde   | 10    | 1:41,226 (17.)   |
| 8    | Eddie Irvine          | Jaguar-Cosworth   | 52     | 2      | + 1 Runde   | 07    | 1:41,154 (18.)   |
| 9    | Ricardo Zonta         | BAR-Honda         | 52     | 2      | + 1 Runde   | 18    | 1:40,980 (26.)   |
| 10   | Mika Salo             | Sauber-Petronas   | 52     | 2      | + 1 Runde   | 19    | 1:41,634 (26.)   |
| 11   | Pedro Diniz           | Sauber-Petronas   | 52     | 2      | + 1 Runde   | 20    | 1:41,002 (25.)   |
| 12   | Pedro de la Rosa      | Arrows-Supertec   | 52     | 2      | + 1 Runde   | 13    | 1:42,079 (26.)   |
| 13   | Jarno Trulli          | Jordan-Mugen      | 52     | 2      | + 1 Runde   | 15    | 1:40,967 (12.)   |
| 14   | Giancarlo Fisichella  | Benetton-Supertec | 52     | 1      | + 1 Runde   | 12    | 1:42,416 (14.)   |
| 15   | Gastón Mazzacane      | Minardi-Fondmetal | 51     | 2      | + 2 Runden  | 22    | 1:43,997 (15.)   |
| –    | Marc Gené             | Minardi-Fondmetal | 46     | 2      | DNF         | 21    | 1:42,815 (17.)   |
| –    | Ralf Schumacher       | Williams-BMW      | 41     | 2      | DNF         | 06    | 1:40,900 (23.)   |
| –    | Nick Heidfeld         | Prost-Peugeot     | 41     | 3      | DNF         | 16    | 1:42,356 (25.)   |
| –    | Alexander Wurz        | Benetton-Supertec | 37     | 1      | DNF         | 11    | 1:42,795 (15.)   |
| –    | Heinz-Harald Frentzen | Jordan-Mugen      | 29     | 1      | DNF         | 08    | 1:41,185 (15.)   |
| –    | Jean Alesi            | Prost-Peugeot     | 19     | 0      | DNF         | 17    | 1:42,737 (19.)   |
| –    | Jos Verstappen        | Arrows-Supertec   | 9      | 0      | DNF         | 14    | 1:42,786 (08.)   |

## WM-Stände nach dem Rennen
Die ersten sechs des Rennens bekamen 10, 6, 4, 3, 2 bzw. 1 Punkt(e).

### Fahrerwertung
| Pos. | Fahrer                | Konstrukteur      | Punkte |
| ---- | --------------------- | ----------------- | ------ |
| 01   | Michael Schumacher    | Ferrari           | 98     |
| 02   | Mika Häkkinen         | McLaren-Mercedes  | 86     |
| 03   | David Coulthard       | McLaren-Mercedes  | 67     |
| 04   | Rubens Barrichello    | Ferrari           | 58     |
| 05   | Ralf Schumacher       | Williams-BMW      | 24     |
| 06   | Giancarlo Fisichella  | Benetton-Supertec | 18     |
| 07   | Jacques Villeneuve    | BAR-Honda         | 15     |
| 08   | Jenson Button         | Williams-BMW      | 12     |
| 09   | Heinz-Harald Frentzen | Jordan-Mugen      | 11     |
| 10   | Jarno Trulli          | Jordan-Mugen      | 6      |
| 11   | Mika Salo             | Sauber-Petronas   | 6      |
| 12   | Jos Verstappen        | Arrows-Supertec   | 5      |

| Pos. | Fahrer           | Konstrukteur      | Punkte |
| ---- | ---------------- | ----------------- | ------ |
| 13   | Eddie Irvine     | Jaguar-Cosworth   | 3      |
| 14   | Ricardo Zonta    | BAR-Honda         | 3      |
| 15   | Pedro de la Rosa | Arrows-Supertec   | 2      |
| 16   | Alexander Wurz   | Benetton-Supertec | 2      |
| 17   | Pedro Diniz      | Sauber-Petronas   | 0      |
| 18   | Johnny Herbert   | Jaguar-Cosworth   | 0      |
| 19   | Marc Gené        | Minardi-Fondmetal | 0      |
| 20   | Nick Heidfeld    | Prost-Peugeot     | 0      |
| 21   | Gastón Mazzacane | Minardi-Fondmetal | 0      |
| 22   | Jean Alesi       | Prost-Peugeot     | 0      |
| 23   | Luciano Burti    | Jaguar-Cosworth   | 0      |

### Konstrukteurswertung
| Pos. | Konstrukteur      | Punkte |
| ---- | ----------------- | ------ |
| 01   | Ferrari           | 156    |
| 02   | McLaren-Mercedes  | 143    |
| 03   | Williams-BMW      | 36     |
| 04   | Benetton-Supertec | 20     |
| 05   | BAR-Honda         | 18     |
| 06   | Jordan-Mugen      | 17     |

| Pos. | Konstrukteur      | Punkte |
| ---- | ----------------- | ------ |
| 07   | Arrows-Supertec   | 7      |
| 08   | Sauber-Petronas   | 6      |
| 09   | Jaguar-Cosworth   | 3      |
| 10   | Minardi-Fondmetal | 0      |
| 11   | Prost-Peugeot     | 0      |

Anmerkungen
1. ↑  Aufgrund eines fehlenden FIA-Siegels an Mika Häkkinens Auto beim Großen Preis von Österreich wurden McLaren-Mercedes nachträglich zehn Konstrukteurspunkte aberkannt.